# Poppy Playtime
Poppy Playtime est un jeu vidéo de type survival Horreur développé et publié par le développeur indépendant américain Mob Entertainment. Le joueur joue le rôle d'un ancien employé de la société de fabrication de jouets Playtime Co. qui revisite l'usine principale abandonnée dix ans après la disparition de son personnel. Le joueur joue à travers une perspective à la première personne et doit résoudre des énigmes, la plupart nécessitant un gadget nommé le GrabPack, un sac à dos équipé de deux mains en plastiques avec des ventouses bleues et rouges et autres, pour progresser tout en évitant divers ennemis.
Le premier chapitre est sorti sur Steam pour Microsoft Windows le 12 octobre 2021, puis le 11 mars 2022 sur Android et iOS. Tous les chapitres suivants sont publiés sous forme de contenu téléchargeable.
Le deuxième chapitre a été publié pour Microsoft Windows le 5 mai 2022. Project Playtime, un spinoff en multijoueur, est sorti le 12 décembre 2022. Le troisième chapitre est sorti le 30 janvier 2024. Le quatrième chapitre est sorti le 30 janvier 2025.
Le jeu a recueilli des critiques positives pour son gameplay lors de la sortie du premier chapitre, mais le deuxième chapitre a reçu des critiques mitigées pour ses nombreux bugs à sa sortie.

## Système de jeu
Poppy Playtime est un jeu survival horror à la première personne où le joueur incarne un ancien employé de Playtime Co. qui retourne dans l'ancienne usine de jouets où il travaillait, abandonnée par ladite société, à la suite d'un accident, après avoir reçu une lettre du personnel que l'on pensait avoir disparu il y a 10 ans. Le joueur découvre que l'usine est en fait remplie de jouets vivants et malveillants envers lui et commence à chercher un moyen de s'échapper des lieux. Diverses cassettes de couleurs différentes, pouvant être utilisées uniquement sur des magnétoscopes de la même couleurVHS, peuvent être trouvées dans toute l'usine, chacune donnant une explication plus approfondie de l'histoire, en vidéo ou en audio. 
Le joueur doit résoudre plusieurs puzzles tout au long du jeu pour progresser davantage, certains nécessitant un gadget nommé GrabPack, un sac à dos qui est équipé de deux canons à mains (bleu et rouge) en plastiques avec des fils extensibles pouvant être utilisés pour tirer et atteindre des objets de loin, conduire l'électricité et accéder à certaines portes,,.Celui-ci était utilisé par les employés pour faciliter leur travail.
Dans le chapitre 2, il peut également être utilisé pour passer au dessus de trous en s'accrochant et en se balançant à des barres spéciales et, avec une main verte obtenue pendant le jeu, transférer de l'électricité entre les sources pour activer des mécanismes et sert à entrer dans le train de fin.
Le chapitre 3, sorti début 2024, propose de nombreux antagonistes déjà rencontrés auparavant. Le joueur obtient un nouveau GrabPack 2.0, qui possède une main violette qui permet de sauter plus haut en appuyant sur des pavés spécifiques, et une main flamboyante (main orange) qui lance une petite boule de feu pour éloigner certains ennemis.

## Histoire

### Chapitre 1 –Un Câlin étouffant
Le joueur reçoit un paquet contenant une cassette VHS, qui montre une publicité pour la poupée Poppy Playtime et des visites de l'usine, avant de couper brusquement sur des images parsemées de graffitis d'un coquelicot, et une lettre du personnel manquant, leur demandant de "trouver la fleur". Il entre ensuite dans l'usine de jouets abandonnée et après avoir résolu le code d'une porte de sécurité, acquiert le GrabPack, qu'il utilise pour déverrouiller la porte du hall. Après être entré dans le hall le joueur est présenté à Huggy Wuggy, qui est exposé au centre de la pièce. En essayant de déverrouiller une porte dans le hall, le courant est soudainement coupé, forçant le joueur à rétablir le courant dans la salle électrique où Huggy a la clé.
Après être retourné dans le hall, le joueur découvre que Huggy a disparu de sa vitrine. Le joueur rétablit ensuite l'alimentation d'un panneau de contrôle afin de contrôler un pont roulant et de récupérer la main droite du GrabPack, qu'il utilise pour déverrouiller une trappe vers un tapis roulant qui mène à la section "Make-a-Friend" de l'usine, où il rétablit l'alimentation des machines et fabrique un jouet. Il place ensuite le jouet dans un scanner et ouvre une porte donnant sur un couloir d'où, après l'entrée du joueur, Huggy apparaît soudainement puis poursuit le joueur à travers les conduits. Après avoir atteint une impasse, le joueur abat une boîte et casse une partie du tapis roulant, faisant tomber Huggy Wuggy au fond de l'usine. Il se dirige ensuite vers les graffitis susmentionnés et ouvre une porte vers un couloir, menant à une pièce où il trouve Poppy dans une mallette que le joueur ouvre, libérant Poppy.

### Chapitre 2-Une Mouche dans la toile
Après avoir libéré Poppy de sa boîte à la fin du chapitre précédent, le joueur explore les couloirs arrière de l'usine, trouvant finalement le bureau d'Elliot Ludwig, le fondateur de Playtime. Après être entré dans les conduits du bureau, il rencontre Poppy, qui le remercie de l'avoir libérée et lui propose de l'aider à s'échapper de l'usine en lui donnant un code pour activer le train de l'usine. Cependant, elle est attrapée et entraînée plus profondément dans l'usine. Alors que le joueur s'approche de la Game Station où se trouve le train, le joueur rencontre Mommy Long Legs, qui tient Poppy en otage et prend la main rouge du GrabPack du joueur. Elle défie le joueur de gagner les trois jeux dans la Game Station, et en retour donnera au joueur le code du train, menaçant de le tuer s'il désobéit aux règles. En parcourant l'usine, le joueur fabrique la main verte pour le GrabPack, puis passe aux trois jeux :
- Mémoire Musicale : Reproduire des ordres de couleurs/symboles sans être attrapé par Bunzo Bunny, une marionnette de lapin portant des cymbales.
- Frapper un Wuggy : Survivre tout en empêchant des mini Huggy Wuggy de se libérer et de tuer le joueur.
- Statues : Traverser un parcours quand les lumières sont éteintes et ne plus bouger quand les lumières s'allument tout en distançant PJ Pug-a-Pillar, un chien-chenille qui tue le joueur s'il bouge pendant les lumières allumées ou s'il est rattrapé. Ce jeu est totalement impossible et se termine par un cul-de-sac.

Le joueur est capable d'obtenir deux parties du code avant de s'échapper lors du troisième jeu car celui-ci se révélera être une impasse, fuyant dans les tunnels sous l'usine. Pendant la fuite, le joueur entend Mommy Long Legs le menacer avec l'intention de le tuer, trahissant sa parole. 
Mommy Long Legs, enragée, l'accuse de tricherie et le poursuit à travers les tunnels et remonte dans l'usine jusqu'à ce qu'elle soit prise entre les dents d'un broyeur industriel, la tuant. Une main aux doigts pointus, le Prototype 1006 vu dans une cassette, se lève pour emporter son corps brisé. Le joueur trouve Poppy piégée dans une toile d'araignée avec la troisième partie du code. Après l'avoir libérée, le joueur monte dans le train pour s'échapper. Cependant, Poppy détourne le train, disant qu'elle ne peut pas encore laisser le joueur partir en raison des événements qui se sont produits à l'intérieur de l'usine, affirmant qu'elle sait que le joueur peut gérer tout ce qui vient ensuite. Le train accélère et devient incontrôlable et déraille près d'un panneau indiquant "Playcare". 

### Chapitre 3 –Sommeil profond
Après l'accident du train, le joueur est jeté dans un compacteur de déchets par une créature ressemblant à un chat violet, mais il réussit à s'échapper. En chemin, il trouve un téléphone jouet et reçoit les conseils d'une jeune personne dont nous ne connaissons pas le sexe du nom de "Ollie" avant de se diriger en téléphérique vers l'orphelinat sous-terrain de Playtime, Playcare. Ollie explique au joueur que le chat violet se nomme CatNap, gardien de Playcare et membre de la ligne de peluches "Smiling Critters" de Playtime et lui annonce qu'il tentera de le tuer. Ollie demande au joueur de détourner l'électricité des nombreuses installations de Playcare pour alimenter la zone de production de gaz et détourner un gaz hallucinogène appelé "la Fumée Rouge", que CatNap peut produire. Le joueur trouve ensuite un Grab-Pack 2.0 pour amortir les chutes et une main violette qui permet de faire des sauts et ainsi alterner entre différente mains. Mais alors que le joueur tente de transférer le gaz, le courant se coupe et Ollie lui demande d'allumer le générateur de secours se trouvant au dortoir. Une fois au dortoir, le joueur respire de la Fumée Rouge, ce qui lui crée des hallucinations : après avoir traversé des couloirs infinies, il est plus tard confronté à un Huggy Wuggy cauchemardesque qui sort d'une télé et l'attrape. Le joueur se réveille peu après et trouve un masque à gaz pour pouvoir respirer dans la Fumée Rouge.
Une fois le générateur allumé, le joueur sort et est immobilisé par Kissy Missy, la Huggy Wuggy rose, qui tente de le tuer car elle n'avait pas reconnu la véritable identité du joueur, mais Poppy arrive à temps pour l'arrêter. Poppy explique au joueur qu'elle a besoin de son aide pour tuer le Prototype, un mystérieux jouet robotique, et mettre fin à son contrôle sur l'usine et remet le courant dans Playcare. Ollie rappelle le joueur et lui dit cette fois d'allumer un générateur de secours pour alimenter la zone de production de gaz et pour lui annoncer qu'un générateur se trouve dans l'école. Une fois dans l'école, le joueur doit faire face à Miss Delight, l'enseignante de l'école qui reconnaît le joueur et qui est surprise de le "voir en vie". Après avoir vaincu Miss Delight, le joueur traverse des échafaudages pour arriver dans la salle de jeu où il trouve une main orange qui tire des fusées de détresse éclairantes et s'en sert pour chasser des peluches miniatures de Smilling Critters qui cherchent à le tuer. Arrivant dans ce qui ressemble à des prisons, le joueur rencontre DogDay, un autre membre des Smilling Critters (mais c'est le vrai Dogday, pas une petite peluche), qui nomme le joueur "l'Ange de Poppy". DogDay explique que CatNap vénère le Prototype comme un dieu, qui a tué tous ceux qui ce levaient contre lui, qui l'a mutilé pour l'avoir défié et dit au joueur qu'il doit vivre pour mettre fin à tout ça. Soudain, plusieurs peluches miniatures Smilling Critters apparaissent, tuent DogDay et le contrôlent pour tuer le joueur qui réussit à s'enfuir.
Une fois à l'extérieur, Ollie demande au joueur d'aller au bureau des conseils pour allumer le dernier générateur de secours. Alors que le joueur s'apprête à sortir, CatNap apparait et attaque le joueur qui perd son masque à gaz et éprouve une hallucination dans laquelle Poppy lui explique que Playtime faisait des expériences sur des enfants et les transformait en monstres qu'il a rencontrés. Une fois revenu à lui et avoir entendu CatNap le menacer, le joueur part récupérer une grosse batterie bleue qui alimentera la zone de production de gaz.
Mais c'est à ce moment-là que CatNap revient à la charge sous une apparence cauchemardesque à cause du gaz et pourchasse le joueur. Finalement, grâce à une surcharge de la main verte du Grab-Pack, le joueur bat CatNap et le bras du Prototype apparaît pour achever ce dernier et emporter son corps. Après avoir redirigé avec succès la Fumée Rouge, Poppy arrive et, avec une cassette, révèle au joueur ce qu'il c'est passé il y a 10 ans, le jour où les employés ont disparu. La cassette, s'intitulant "L'Heure de Joie", montrent tous les jouets et monstres de Playtime (Huggy Wuggy, Mommy Long Legs, CatNap, etc.) tuer tous les employés sans discernement sous les ordres du Prototype. Poppy, qui a été témoin du massacre, réitère leur mission de tuer le Prototype. Poppy conduit le joueur dans un ascenseur pour descendre vers le repaire du Prototype, avec l'intention de renvoyer l'ascenseur pour Kissy juste après. Cependant, en pleine descente, Poppy et le joueur entendent Kissy se faire attaquer par quelque chose et Poppy tente de faire remonter l'ascenseur pour aller la sauver mais la trappe se referme sur eux.

### Chapitre 4 – Refuge
Ne voulant pas perdre Kissy, Poppy dépose le joueur une fois arrivé en bas de l'ascenseur pendant qu'elle remonte pour aller la secourir. Se retrouvant dans des prisons souterraines, le joueur se dirige vers l'intérieur pour arriver devant une immense décharge de jouets Playtime, parmi lesquels des mini Huggy et des Nightmare Critters qui cherchent à le tuer. Mais le joueur réussit à les chasser grâce à la main lance-fusée éclairante. Plus tard, un programme informatique appelé le Docteur apprend sa présence et choisit de le tester. Néanmoins, le joueur continue et obtient une lampe de poche. Ollie essaie de les contacter, mais rencontre des interférences importantes. Pour augmenter la difficulté de ses tests, le Docteur libère Yarnaby, un monstre semblable à un lion qui lui est fidèle, pour chasser le joueur, mais il reçoit l'aide d'un mystérieux personnage en pâte-à-modeler qui attire Yarnaby pour faire diversion et ainsi faciliter la fuite du joueur. Un peu plus loin, le joueur tombe accidentellement dans l'enclos de Pianosaurus, un dinosaure avec un piano musical à la place de la bouche qui le charge aussitôt mais est tué par l'allié en pâte-à-modeler qui se présente à lui: Doey the Doughman, qui guide le joueur vers le "Refuge", une salle de sécurité reconvertie. Sur le chemin, le joueur est intercepté par Kissy, qui a survécu à son agression mais qui est blessée à un bras, et Poppy car tout proche, le prototype en personne patrouille dans la zone l'échappant de peu. Une fois le prototype parti, le joueur, Poppy et Kissy rejoignent le refuge.
Une fois qu'ils sont en sécurité, Poppy révèle que les orphelins sont toujours en vie et dorment dans le repaire du Prototype. Afin de le tuer et de sauver les orphelin simultanément, Poppy a l'intention de faire exploser la fumée rouge que le joueur a redirigé dans les fondations de l'usine avec d'anciennes charges minières. Pour faciliter cela, le joueur travaille avec Doey pour arrêter le Docteur, qui selon Doey, était le Dr Harley Sawyer, un scientifique de Playtime Co. lié au Prototype qui a créé les monstres de l'entreprise avant que ses supérieurs ne téléchargent de force son esprit dans les systèmes informatiques de l'usine. Doey charge le joueur de récupérer la "Omni-Main" du Docteur, qui lui permet de tout contrôler dans l'usine et la prison, à l'exception du Refuge. Avant de partir, Doey lui confie en privé sa peur que Poppy sacrifie leurs amis dans sa quête de vengeance.
Alors qu'il rétablisse le courant dans plusieurs systèmes, Yarnaby réapparait et chasse le joueur et après une course poursuite, le joueur réussit à tuer Yarnaby avec une chaîne enflammée. En atteignant le laboratoire du Docteur, il s'efforce de l'affaiblir. Pendant tout ce temps, il s'interroge sur leurs motivations pour revenir à Playtime Co. et affirme que Poppy n'est pas meilleure que le Prototype avant de le piéger finalement dans le cœur de l'ordinateur où il doit fuir Baba Chomp, le mouton noir des Nightmare Critters géant. Le joueur s'échappe, acquiert l'Omni-Main et surcharge les systèmes du Docteur, le tuant dans le processus. Il retourne au Refuge, mais Ollie les prévient que le Prototype les a secrètement suivis.
Poppy charge Doey de le distraire et le joueur de réparer un générateur nécessaire à leurs plans et de placer les explosifs dans les fondations pendant qu'elle protège les habitants du Refuge. Le joueur termine ses tâches et revoit Doey qui, avec horreur, comprend que le Prototype l'a attiré loin du refuge et que ce dernier à volé les explosifs et les a fait exploser dans le Refuge. Attristé de n'avoir pas réussi à sauver ses amis, Doey accuse le joueur et Poppy d'être responsable de tout ça et laisse sa rage prendre le dessus (Doey est la fusion de 3 enfant ayant une émotion précise chacun: Compassion, Gentillesse et Colère), prend une forme géante et monstrueuse et attaque le joueur. Il s'enfuit vers un chantier de construction souterrain, où ils utilisent des bonbonnes d'azote liquide, des scies industrielles et une foreuse de tunnel pour finalement vaincre Doey, qui s'excuse de ses actes avant de succomber.
En recherchant des survivants, il se réunit avec Poppy et Kissy. Poppy confronte le joueur pour avoir tué Doey avant qu'Ollie ne prenne contact avec eux et fasse une révélation: Ollie était le Prototype depuis le début, que le vrai Ollie est mort depuis des années et qu'il s'est fait passer pour lui afin de gagner la confiance de Poppy et du joueur. Craignant d'être à nouveau enfermé dans une boîte, Poppy s'enfuit, laissant Kissy et le joueur seuls. Le Prototype a l'intention de traquer Poppy et fait exploser le sol pour se débarrasser du joueur et de Kissy mais Kissy sauve et tente d'empêcher la chute du joueur, mais son bras, endommagé par son aggression, ne tiens pas, cède et le joueur tombe. Ayant survécu, le joueur trouve un jardin de coquelicot (Poppy en anglais) et un laboratoire blindé souterrain. Après avoir explorer un peu, il trouve une cassette, qui le soumet à une conférence de Leith Pierre, l'un des dirigeants de Playtime co. similaire à celle entendue à la porte d'entrée qui revisite l'usine. Soudain, la cassette déclenche une alarme et verrouille les portes du laboratoire. Puis, dans le jardin, apparait Huggy Wuggy, ayant survécu à sa chute mais blessé, qui se précipite furieusement et frappe la porte blindée dans laquelle est piégé le joueur tout en lui criant dessus avant que le laboratoire ne soit englouti par la fumée rouge.

## Développement et sortie
| 2021 | Chapitre 1 – A Tight Squeeze |
| 2022 | Chapitre 2 – Fly in a Web    |
| 2023 |                              |
| 2024 | Chapitre 3 – Deep Sleep      |
| 2025 | Chapitre 4 – Safe Heaven     |

L'idée de Poppy Playtime a été imaginée à l'origine par le directeur du jeu Isaac Christopherson, déclarant que les gens appelaient la plupart des jeux d'horreur indépendants "Walking Simulators", donnant à MOB Games l'idée de " créer quelque chose avec un gameplay qui ne semble pas si banal, tout en restant excitant, terrifiant et unique." Une bande-annonce du premier chapitre du jeu a été mise en ligne en septembre 2021. Le chapitre a ensuite été publié sur Steam pour Microsoft Windows le 12 octobre 2021, puis pour Android et iOS le 11 mars 2022. Après la sortie du premier chapitre, la boutique de produits dérivés officielle du jeu a commencé à sortir des T-shirts, des affiches et des jouets en peluche,,, ainsi que des objets de collection officiels produits par Youtooz. 
Tous les chapitres après le premier sont publiés sous forme de contenu téléchargeable. Une bande-annonce du chapitre 2, intitulée Fly in a Web, a été publiée le 22 février 2022, avec plusieurs teasers publiés plus tard sur Twitter, dont une bande-annonce le 9 avril. En préparation de la sortie du deuxième chapitre, le premier chapitre a été offert gratuituitement. Le deuxième chapitre a ensuite été publié le 5 mai pour Microsoft Windows et est estimé être trois fois plus long que le premier chapitre,.
Une bande-annonce du chapitre 3 est sortie le 6 août 2022, et la seconde confirme que le chapitre est prévu pour l'hiver 2023. Enfin, une dernière annonce la sortie du chapitre 3 pour le 30 janvier 2024.
À la suite de la sortie sur console en Amérique du Nord de Poppy Playtime, Mob Entertainment a décidé de sortir le chapitre 1 en Europe le 15 janvier 2024 sur PlayStation 4, PlayStation 5 et Nintendo Switch, et le 12 juillet 2024 sur Xbox Series et Xbox One.

## Accueil
Poppy Playtime a été bien accueilli lors de sa sortie initiale, avec des éloges pour son atmosphère, son histoire et la conception de ses personnages,,, en plus d'être comparé à la franchise Five Nights at Freddy's, avec Austin Geiger ' Screen Rant qualifiant Poppy Playtime de "plus engageant" que Security Breach. Cependant, le premier chapitre a été critiqué pour sa courte durée, prétendant durer environ 30 à 45 minutes,. Le jeu a également rapidement gagné en visibilité sur des plateformes telles que YouTube et Twitch,,   avec des vidéos sur le premier chapitre atteignant des millions de vues, ainsi que des jeux basés sur Poppy Playtime apparaissant sur Roblox. 
Le chapitre 2 a reçu des critiques mitigées sur Steam, recevant des éloges pour son doublage et sa fin,  mais également critiqué pour son nombre de bugs et de problèmes de performances, notamment des problèmes audio, des plantages, des décalages et le soi-disant "Barry glitch". MOB Games a répondu par des excuses et a commencé à déployer des correctifs pour les problèmes susmentionnés. 

### Controverses
En décembre 2021, sur Twitter, les développeurs ont annoncé des jetons non fongibles⁣⁣, des affiches du jeu, qui ont rapidement suscité des réactions négatives et des critiques négatives de la communauté, ainsi que certains utilisateurs demandant des remboursements, arguant que les développeurs ont mis la tradition du jeu derrière un paywall. En réponse, les développeurs ont supprimé l'annonce mais n'ont pas non plus été en mesure de supprimer les NFT en raison d'un contrat qu'ils avaient signé, indiquant qu'ils devaient attendre son expiration,,. Le 3 mai 2022, le PDG de MOB Games, Zach Belanger, a publié une déclaration sur Twitter dans laquelle il confirme que tous les bénéfices tirés des NFT iraient à l'organisation Clean Air Task Force,.  
Le développeur Ekrcoaster a affirmé que MOB Games avait plagié son jeu Venge. Dans la déclaration susmentionnée, Bélanger a nié les allégations, déclarant que les allégations étaient basées sur un « drame passé » de 2017,.
La police du Dorset et le département du shérif du comté de Lafayette ont tous deux publié une déclaration aux parents concernant le personnage Huggy Wuggy le 22 mars 2022 et le 7 avril respectivement, affirmant qu'en raison du nom du personnage, diverses vidéos n'étaient pas bloquées par des "pare-feu", et filtrés par des filtres parentaux sur diverses plateformes, dont TikTok et YouTube Kids.  La police a également assuré que diverses écoles du Royaume-Uni ont signalé que des enfants recréaient un jeu où un enfant en serrait un autre, puis chuchotait des choses sinistres à l'oreille du destinataire. Il a été rapporté qu'un enfant avait tenté de sauter par la fenêtre pour imiter le personnage, et que le district scolaire de Luxembourg-Casco avait reçu "des plaintes d'étudiants qui disent qu'ils ne peuvent pas dormir" parce qu'ils ont peur du personnage. Le site Web de vérification des faits Snopes a confirmé qu'il y avait bien eu des rapports de parents au Royaume-Uni, la police avait affirmé à tort que le personnage chantait des chansons, bien que lesdites chansons aient été créées par des fans et n'apparaissent pas dans le jeu. Snopes avait ainsi déclaré que les vidéos inappropriées impliquant le personnage n'étaient pas disponibles pour les jeunes utilisateurs sur TikTok et YouTube Kids, les porte-parole de chaque plate-forme le confirmant.

## Adaptation cinématographique
En avril 2022, selon Deadline Hollywood, MOB Games s'est associé à Studio71 pour produire une adaptation cinématographique du jeu vidéo, avec Zach Belanger affirmant que cela "va être une super balade". Le président du contenu scénarisé de Studio71, Michael Schreiber, a déclaré que le scénario du film « sera unique comme sa propre saga terrifiante et captivante ». MOB Games et Studio71 seraient également en pourparlers pour faire participer Roy Lee au projet. 